# Cecilia Hidalgo Tapia
María Cecilia Hidalgo Tapia, más conocida como Cecilia Hidalgo Tapia (Santiago de Chile, 10 de junio de 1941), es una bioquímica chilena, primera doctora en ciencias de la Universidad de Chile. En 2006 recibió el Premio Nacional de Ciencias Naturales de Chile, siendo la primera mujer en obtener el galardón. Desde 2018 es presidenta de la Academia Chilena de Ciencias.

## Biografía
Realizó sus estudios universitarios en la Universidad de Chile, graduándose de bioquímica en 1965, bajo la mentoria de Mitzy Canessa. Cuatro años después obtuvo su doctorado en ciencias en la Facultad de Ciencias de la misma universidad. Posteriormente viajó a Estados Unidos para realizar su posdoctorado en el National Institutes of Health. Entre 1992 y 1993 fue beneficiaria de la beca Guggenheim.
Como docente, ha dado clases en el Centro de Estudios Científicos entre 1984 y 2002, y en la Facultad de Medicina de la Universidad de Chile desde 1984. Entre 1995 y 2001 integró la Comisión Asesora Presidencial en Materias Científicas. Posteriormente, entre 2001 y 2003, se desempeñó como directora del Programa de Biología Celular y Molecular del Instituto de Ciencias Biomédicas. Es directora del Centro FONDAP de Estudios Moleculares de la Célula, perteneciente a la Facultad de Medicina de la Universidad de Chile. Es además vicepresidenta del Consejo Asesor de Fundación Ciencia Joven.
En 2004 la Universidad de Chile la premió con la Condecoración al Mérito Amanda Labarca, destinada a "realzar la personalidad y la obra de mujeres universitarias que se hayan destacado con relieves excepcionales en el campo de su profesión, en el dominio de la cultura o en el servicio del país". El año 2006 recibió el Premio Nacional de Ciencias Naturales de Chile, siendo la primera mujer en obtener aquel galardón. Una de sus áreas de estudio es la regulación del calcio intracelular.
En 2018 fue elegida presidenta de la Academia Chilena de Ciencias, sucediendo a la astrónoma María Teresa Ruiz. En 2021 fue reelegida en el cargo.

## Investigación

### Estudio con el Calcio intracelular
El tema central de la investigación del grupo que lidera la bioquímica María Cecilia Hidalgo es estudiar cómo se generan los aumentos de calcio dentro de las células y mediante qué mecanismos estos aumentos producen respuestas celulares específicas, tanto en condiciones normales como patológicas.
Así como lo es también los efectos de reactivos redox sobre la actividad de los canales de la liberación del calcio intracelular como lo son los receptores de rianodina del músculo esquelético y cardíaco, o neuronas de la corteza cerebral.
Su grupo ha descubierto recientemente que la generación de sales de calcio se ve favorecida en células neuronales y musculares que poseen un medio intracelular rico en compuestos oxidantes endógenos (producidos por las propias células).
Estos resultados, indican que este es un mecanismo importante de regulación normal, sugieren además que si la producción de compuestos oxidantes intracelulares se torna excesiva, como ocurre en las enfermedades de Alzheimer o de Parkinson, podría aumentar en forma anormal la concentración intracelular de calcio con consecuencias letales para las células. Y ese es, justamente, el tema de investigación actual de su equipo.

## Docencia
Cecilia Hidalgo Tapia ejerció como docente y coordinadora de docencia desde 2012 hasta el año 2017 en posgrados en las facultades de ciencias y medicina de la Universidad de Chile, donde se desarrolló como profesora responsable de las tesis doctorales y como coordinadora del posgrado de UI-MAG.NEUROCIENCIAS.

## Publicaciones

### Proyectos de investigación
Posee 15 proyectos de investigación en diferentes programas, entre los cuales se destacan:

#### 2009
- Estudio de la interacción del receptor de Ryanodina con el receptor de Dihidropiridinas: papel del calcio luminal y del estado redox del receptor de Ryanodina.
- La liberación de calcio mediada por receptores de ryanodina promueve la memoria espacial al activar la transcripción de la proteína quinasa PKMc y el Transportador de hierro DMT1.

#### 2010
- Papel de los receptores de rianodina en las señales neuronales de calcio y las alteraciones de la plasticidad sináptica inducidas por el péptido beta-amiloide.

Participación de la liberación de calcio mediada por el receptor de rianodina inducida por calcio y redox en la LTP sostenida del hipocampo.
Instituto de Neurociencia Biomédica (BNI).

#### 2011
- Participación de la liberación de calcio mediada por RyR en respuesta a BDNF en la activación de cascadas de señales que inducen la expresión de proteínas esenciales para la plasticidad sináptica y memoria espacial.

#### 2013
- Síntesis de compuestos bifuncionales como posibles agentes neuroprotectores.
- Adquisición de una Ultracentrífuga con 4 rotores.

#### 2014
- The high ROS content of aged rats alters RyR-mediated calcium-signaling, impairing hippocampal synaptic plasticity and spatial memory.
- Más allá del límite: Microscopía de Super-resolución para investigación a nanoescala.
- Microscopio motorizado "Cell Observer" con sistema fluorescencia LED Colibrí.

#### 2015
- Defective calcium/redox signaling and anomalous electrical brain activity in rats injected with amyloid beta oligomers: functional and behavioral correlates with Alzheimer´s patients.

#### 2017
- Hippocampal Ryanodine Receptors-Calcium Release Channels Mediate Activity-Generated Postsynaptic Calcium Signals and their Propagation to the Nucleus.

#### 2018
- Red de Colaboración Neurosur: Un Cerebro para América Latina.

### Artículos
Posee más de 80 artículos indexados en revistas ISI, entre los años 2005 al 2019. Entre sus publicaciones están:

#### 2005
- Increased cardiac activity enhances RyR2 S-glutathionylation
- The Education Committee of the International Union of Biochemistry and Molecular Biology
- Calcium release mediated by redox activation of ryanodine receptors induces CREB and ERK phosphorylation in N2a cells and hippocampal neurons
- Effects of S-glutathionylation and S-nitrosylation on calmodulin binding to triads and FKBP12 binding to type 1 calcium release channels
- Cross talk between Ca2+ and redox signalling cascades in muscle and neurons through the combined activation of ryanodine receptors/Ca2+ release channels
- The ryanodine receptors Ca2+ release channels: Cellular redox sensors?
- Tachycardia increases NADPH oxidase activity and RyR2 S-glutathionylation in ventricular muscle

#### 2006
- Effect of iron on the activation of the MAPK/ERK pathway in PC12 neuroblastoma cells

- Calcium microdomains and gene expression in neurons and skeletal muscle cells
- Regulation of single RyR channels from brain by endogenous modulators
- A transverse tubule NADPH oxidase activity stimulates calcium release from isolated triads via ryanodine receptor type 1 S-glutathionylation
- Fast kinetics of calcium dissociation from calsequestrin
- Myotube depolarization generates reactive oxygen species through NAD(P)H oxidase; ROS-elicited Ca2+ stimulates ERK, CREB, early genes
- Identification of cysteines involved in S-nitrosylation, S-glutathionylation, and oxidation to disulfides in ryanodine receptor type 1
- Hypoxia induces calcium-dependent ERKs activation in skeletal muscle cells

- Physiology and pathology of iron in neuronal function

#### 2007
- Mitochondrial Ca2+ transients upon electrical stimulation of skeletal myotubes
- Depolarization of C2C12 myotubes leads to RyR1 S-glutatbionylation
- TNP-8N(3)-ADP photoinactivation and labelling of sarcoplasmic reticulum of skeletal muscle
- Calcium release by ryanodine receptors mediates hydrogen peroxide-induced activation of ERK and CREB phosphorylation in N2a cells and hippocampal neurons
- Calcium, iron and neuronal function
- A role for reactive oxygen/nitrogen species and iron on neuronal synaptic plasticity
- Insulin Induces Intracellular Calcium Transients through Activation of NADPH Oxidase in Myotubes
- Exercise and tachycardia increase NADPH oxidase and ryanodine receptor-2 activity: possible robe in cardioprotection
- Crosstalk between calcium and redox signaling: From molecular mechanisms to health implications
- Ischemia enhances activation by Ca2+ and redox modification of ryanodine receptor channels from rat brain cortex
- A role for iron, calcium and reactive oxygen species on hippocampal synaptic plasticity
- Effects of ATP, Mg2+, and redox agents on the Ca2+ dependence of RyR channels from rat brain cortex

- A role for iron, calcium and reactive oxygen species on hippocampal synaptic plasticity

#### 2008
- Insulin Induces Intracellular Calcium Transients through Activation of NADPH Oxidase in Myotubes
- Exercise and tachycardia increase NADPH oxidase and ryanodine receptor-2 activity: possible robe in cardioprotection
- Crosstalk between calcium and redox signaling: From molecular mechanisms to health implications
- Ischemia enhances activation by Ca2+ and redox modification of ryanodine receptor channels from rat brain cortex
- Ryanodine receptor-mediated calcium release stimulates gene expression in neurons
- Changes in mitochondrial dynamics during ceramide-induced cardiomyocyte early apoptosis

#### 2009
- MITOCHONDRIA MODULATE INTRACELLULAR CALCIUM SIGNALS THAT CONTROL ATP TRANSIENTS INDUCED BY ELECTRICAL STIMULATION OF SKELETAL MYOTUBES
- NADPH Oxidase and Hydrogen Peroxide Mediate Insulin-induced Calcium Increase in Skeletal Muscle Cells
- Hypoxia stimulates via separate pathways ERK phosphorylation and NF-kappa B activation in skeletal muscle cells in primary culture
- The transcription factor MEF2C mediates cardiomyocyte hypertrophy induced by IGF-1 signaling

#### 2010
- Increased Hippocampal Expression of the Divalent Metal Transporter 1 (DMT1) mRNA Variants 1B and +IRE and DMT1 Protein After NMDA-Receptor Stimulation or Spatial Memory Training
- H2O2 Production and Glutathionylation of Ryanodine Receptor in Skeletal Muscle from Insulin Resistance Mice
- Mitochondria fine-tune the slow Ca2+ transients induced by electrical stimulation of skeletal myotubes
- Calpains and proteasomes mediate degradation of ryanodine receptors in a model of cardiac ischemic reperfusion
- Iron induces protection and necrosis in cultured cardiomyocytes: Role of reactive oxygen species and nitric oxide
- Parallel activation of Ca2+-induced survival and death pathways in cardiomyocytes by sorbitol-induced hyperosmotic stress

#### 2011
- Modulation of cardiac ryanodine receptor activity by ROS and RNS
- High-Frequency Field Stimulation of Primary Neurons Enhances Ryanodine Receptor-Mediated Ca2+ Release and Generates Hydrogen Peroxide, Which Jointly Stimulate NF-kappa B Activity
- Amyloid beta-Peptide Oligomers Stimulate RyR-Mediated Ca2+ Release Inducing Mitochondrial Fragmentation in Hippocampal Neurons and Prevent RyR-Mediated Dendritic Spine Remodeling Produced by BDNF
- Redox Control of Brain Calcium in Health and Disease
- Getting to the Heart of Mechanotransduction
- Involvement of ryanodine receptors in neurotrophin-induced hippocampal synaptic plasticity and spatial memory formation
- Iron Mediates N-Methyl-D-aspartate Receptor-dependent Stimulation of Calcium-induced Pathways and Hippocampal Synaptic Plasticity

#### 2012
- Cell cholesterol levels determine glucose uptake and insulin resistance in skeletal muscle
- The Antioxidant N-Acetylcysteine Prevents the Mitochondrial Fragmentation Induced by Soluble Amyloid-beta Peptide Oligomers
- Sub-lethal levels of amyloid beta-peptide oligomers decrease non-transferrin-bound iron uptake and do not potentiate iron toxicity in primary hippocampal neurons

#### 2013
- Methyl-beta-cyclodextrin increases GLUT4-mediated glucose transport in skeletal muscle fibers from insulin resistant mice
- Redox-sensitive stimulation of type-1 ryanodine receptors by the scorpion toxin maurocalcine
- Amyloid beta-peptide oligomers, ryanodine receptor-mediated Ca2+ release, and Wnt-5a/Ca2+ signaling: opposing roles in neuronal mitochondrial dynamics?
- Abeta oligomers and iron stimulate calcium and ROS-dependent mitochondrial fragmentation in primary hippocampal neurons

#### 2014
- Cholesterol accumulation in skeletal muscle: a potential novel targetable pathway in insulin resistance
- Contribution of Ca2+ Release Channels to Hippocampal Synaptic Plasticity and Spatial Memory: Potential Redox Modulation
- Insulin elicits a ROS-activated and an IP3-dependent Ca2+ release, which both impinge on GLUT4 translocation
- Ryanodine receptor-mediated Ca2+ release underlies iron-induced mitochondrial fission and stimulates nnitochondrial Ca2+ uptake in primary hippocampal neurons
- Posttranslational modifications of cardiac ryanodine receptors/calcium release channels by reactive oxygen species and reactive nitrogen species
- Ryanodine receptor-mediated Ca2+ release underlies iron-induced mitochondrial fission and stimulates mitochondrial Ca2+ uptake in primary hippocampal neurons

#### 2015
- The cholesterol-lowering agent methyl-beta-cyclodextrin promotes glucose uptake via GLUT4 in adult muscle fibers and reduces insulin resistance in obese mice
- Cholesterol removal from adult skeletal muscle impairs excitation-contraction coupling and aging reduces caveolin-3 and alters the expression of other triadic proteins
- Role of RyR2-mediated calcium release in synaptic plasticity, learning and memory in control and AD-model rats
- Inhibitory ryanodine prevents ryanodine receptor-mediated Ca2+ release without affecting endoplasmic reticulum Ca2+ content in primary hippocampal neurons
- Glucose-Dependent Insulin Secretion in Pancreatic beta-Cell Islets from Male Rats Requires Ca2+ Release via ROS-Stimulated Ryanodine Receptors

#### 2016
- Calcium, Reactive Oxygen Species, and Synaptic Plasticity
- ATP-BINDING CASSETTE TRANSPORTER ABCA1 IS DECREASED IN SKELETAL MUSCLE FROM INSULIN RESISTANT MICE
- EXCITATION-METABOLISM COUPLING: ROLE OF MEMBRANE DEPOLARIZATION ON THE MITOCHONDRIAL FUNCTION
- EXCITATION-METABOLISM COUPLING: ROLE OF MEMBRANE DEPOLARIZATION ON THE MITOCHONDRIAL FUNCTION

#### 2017
- Calcium Rules
- Triclosan impairs hippocampal neuronal function
- Membrane Cholesterol in Skeletal Muscle: A Novel Player in Excitation-Contraction Coupling and Insulin Resistance
- Aging Impairs Hippocampal-Dependent Recognition Memory and LTP and Prevents the Associated RyR Up-regulation
- RyR2-Mediated Ca2+ Release and Mitochondrial ROS Generation Partake in the Synaptic Dysfunction Caused by Amyloid beta Peptide Oligomers
- Mecp2 mediates experience-dependent transcriptional upregulation of ryanodine receptor type-3
- Development of an iron-selective antioxidant probe with protective effects on neuronal function

#### 2018
- Contextual Fear Memory Formation and Destabilization Induce Hippocampal RyR2 Calcium Channel Upregulation
- Calcium Release Mediated by Redox-Sensitive RyR2 Channels Has a Central Role in Hippocampal Structural Plasticity and Spatial Memory
- Triclosan impairs hippocampal synaptic plasticity and spatial memory in male rats
- N-Acetylcysteine Prevents the Spatial Memory Deficits and the Redox-Dependent RyR2 Decrease Displayed by an Alzheimer's Disease Rat Model
- Mitochondrial Calcium Increase Induced by RyR1 and IP3R Channel Activation After Membrane Depolarization Regulates Skeletal Muscle Metabolism
- The signaling pathways underlying BDNF-induced Nrf2 hippocampal nuclear translocation involve ROS, RyR-Mediated Ca2+ signals, ERK and PI3K
- Ryanodine Receptor-Mediated Calcium Release Has a Key Role in Hippocampal LTD Induction

#### 2019
- Noxious Iron-Calcium Connections in Neurodegeneration